# Jean II de Bavière
Pour les articles homonymes, voir Jean II.
Jean II (1341 – 1397) est duc de Bavière de 1375 à sa mort. Troisième fils d'Étienne II et d'Élisabeth de Sicile, il règne d'abord sur la Basse-Bavière conjointement avec ses deux frères Étienne III et Frédéric. En 1392, les frères procèdent à un partage de leurs possessions, sur l'insistance de Jean II, qui répugne à participer aux aventures italiennes de ses frères, tous deux mariés à des filles de Barnabé Visconti. La région de Munich lui échoit.
En 1360, Jean II épouse Catherine (it), fille de Meinhard VI de Goritz, dont :
- Ernest (1373-1438) ;
- Guillaume III (1375-1435) ;
- Sophie (1376-1425), épouse en 1389 l'empereur  Venceslas.

Il est le père illégitime du pseudo-cardinal Johannes Grünwalder.